# Giro di Lombardia 1921
Il Giro di Lombardia 1921, diciassettesima edizione della corsa, fu disputata il 10 novembre 1921, su un percorso totale di 261 km. Fu vinta dall'italiano Costante Girardengo, giunto al traguardo con il tempo di 9h30'00", alla media di 27,450 km/h, precedendo i connazionali Gaetano Belloni e Federico Gay.
Presero il via da Milano 67 ciclisti e 32 di essi portarono a termine la gara.

## Ordine d'arrivo (Top 10)
| Pos. | Corridore           | Squadra         | Tempo    |
| ---- | ------------------- | --------------- | -------- |
| 1    | Costante Girardengo | Stucchi-Pirelli | 9h30'00" |
| 2    | Gaetano Belloni     | Bianchi-Dunlop  | s.t.     |
| 3    | Federico Gay        | Bianchi-Dunlop  | s.t.     |
| 4    | Giovanni Brunero    | Legnano-Pirelli | s.t.     |
| 5    | Henri Pélissier     | Bianchi-Dunlop  | s.t.     |
| 6    | Giovanni Bassi      | -               | s.t.     |
| 7    | Heiri Suter         | -               | s.t.     |
| 8    | Emilio Petiva       | -               | s.t.     |
| 9    | Leopoldo Torricelli | Legnano-Pirelli | s.t.     |
| 10   | Bartolomeo Aimo     | Legnano-Pirelli | s.t.     |